# Secure Terminal Equipment

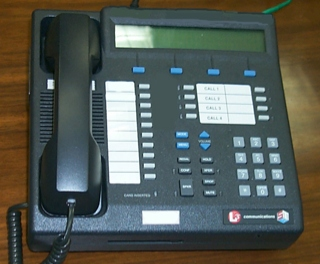
STE-Telefon. Man beachte den Slot für die CryptoCard an der Front des Geräts.

Das Secure Terminal Equipment (STE, deutsch: „sicheres Teilnehmerendgerät“) ist seit 2008 das Standard-Telekommunikationssystem der US-Regierung für kabelgebundene bzw. landgebundene (landline) Kommunikation. Das STE wurde für den Betrieb an ISDN-Leitungen entworfen, welche eine Geschwindigkeit von bis zu 128 kBit/s bieten und voll digitalisiert sind. Die größere Bandbreite gegenüber analogen Telefonleitungen erlaubt eine höhere Sprachqualität und kann auch für Datenübertragungen oder die Übermittlung von Telefaxen über eine eingebaute RS-232-Schnittstelle benutzt werden. Das STE wurde eingeführt um das ältere Bürotelefon STU-III sowie das taktische Telefon KY-68 zu ersetzen. STE-Geräte sind kompatibel zu STU-III-Telefonen, nicht jedoch mit KY-68-Geräten.
Die Geräte sehen normalen Bürotelefonen der höheren Preiskategorien ähnlich und können unsichere Gespräche in das öffentliche Telefonnetz (PSTN) aufbauen. Am Gerät ist ein Einschub für eine PC Card vorhanden, in welchen Fortezza Plus (KOV-14) Crypto-Cards oder KSV-21 Enhanced Crypto Cards eingeschoben werden können. Wenn sich eine durch die NSA konfigurierte Karte in dem Gerät befindet, so können verschlüsselte Telefonate zu anderen STE-Geräten aufgebaut werden. STE-Geräte sind (anders als STU-III-Einheiten) nicht an die jeweilige kryptografische Technik gebunden – sämtliche Algorithmen befinden sich auf der CryptoCard.
Neuere STE-Geräte können mit anderen Geräte interagieren, welche das Secure Communications Interoperability Protocol (SCIP), vorher Future Narrowband Digital Terminal (FNBDT) nutzen – für ältere Geräte gibt es Upgrade-Packs.

## Modelle
- Office – Die Office-Ausführung ist die weit verbreitetste Version des STE und bietet Sprach- und Datenverbindungen in ISDN- und Analognetze.
- Tactical – Die Tactical-Ausführung ist der Office-Version ähnlich, sie kann jedoch auch eine Verbindung ins TRI-TAC (TRI Service TACtical)-Netz herstellen und hat einen seriellen EIA-530A/EIA-232 BDI (Black Digital Interface)-Anschluss.
- Data – Die Data-Ausführung bietet Remote-Funktionen für Sprache, Fax, Daten und Video-Konferenzen. Dieses Modell hat zwei EIA-530A/EIA-232 BDI-Anschlüsse und erlaubt es, Daten an mehrere Ziele zu übertragen.
- C2 – Die C2-Version ist der Tactical-Version ähnlich, hat jedoch eine veränderte Software für die Verwendung mit dem Tactical Terminal Locking Handset
- STE-R – Ähnlich dem Data STE, jedoch bietet das STE-Remote eine Einwahlmöglichkeit in das Defense Red Switch Network (DRSN)
- VoIP – Eine Ausführung für die Nutzung von IP-Telefonie (Voice over IP, VoIP), verfügbar als neues Modell oder als Upgrade bereits bestehender Geräte

Stand 2007 kostete ein typisches STE etwa 3100 US-Dollar – dieser Preis enthält nicht die benötigte CryptoCard.